# Acequiá Real del Júcar
Acequiá Real del Júcar är en kanal i Spanien.   Den ligger i provinsen Província de València och regionen Valencia, i den östra delen av landet, 300 km sydost om huvudstaden Madrid.